# Mae Nam Pattani
Der Mae Nam Pattani (Thai: แม่น้ำปัตตานี, „Pattani-Fluss“) ist ein Fluss in der Südregion von Thailand.
Er entspringt im Landkreis (Amphoe) Betong in der Provinz Yala und mündet im Landkreis Mueang Pattani in den Golf von Thailand. Der Fluss hat eine Gesamtlänge von 214 Kilometern.
Mit einem Einzugsgebiet von 3296 km² und einer durchschnittlichen Wassermenge von 5 m³/s oder 2743 km³ pro Jahr ist der Maenam Pattani nach dem Mae Nam Tapi der zweitgrößte Fluss Südthailands.